# Latu Vaeno
Latu Malohi Vaeno (Nukuʻalofa, 5 gennaio 1995) è un rugbista a 15 tongano, attivo nel ruolo di tre quarti ala e centro ed internazionale per Tonga.

## Biografia
Vaeno nasce a Nukuʻalofa, nelle isole Tonga.
Si trasferisce in Nuova Zelanda alla Rotorua Boys' High School da adolescente grazie ad una borsa di studio, dopo aver impressionato con la 
Nazionale tongana Under-19 al suo primo anno da giocatore di rugby, avendo precedentemente giocato a pallavolo.
Originario del club Spotswood United Rugby Football and Sports Club, nel 2015 viene inserito nell'organico della rosa provinciale di Taranaki.
Dal 2015 al 2018 disputa la Mitre 10 Cup con Taranaki, salvo essere ceduto in prestito ad Otago all'inizio della stagione 2017.
Nel 2016 viene selezionato nella franchise dei Chiefs impegnati nel prestigioso campionato di Super Rugby, disputando 3 match, uno da titolare e due subentrando dalla panchina.
Nel 2018 viene convocato con la Nazionale tongana in tour in Europa durante i test match autunnali, esordendo il 24 novembre a Tbilisi contro la Georgia.
Nell'estate 2019 viene ingaggiato in Italia dal Reggio Emilia, con il quale disputa la stagione di TOP12 2019-20.